# Àcid hexatriacontanoic
L'àcid hexatriacontanoic (anomenat també, de forma no sistemàtica, àcid hexatriacontílic) és un àcid carboxílic de cadena lineal amb trenta-sis àtoms de carboni, la qual fórmula molecular és {\displaystyle {\ce {C36H72O2}}}. En bioquímica és considerat un àcid gras, i se simbolitza per C36:0.
A temperatura ambient l'àcid hexatriacontanoic és un sòlid que fon a 99,65 °C. De forma natural es troba a la llet i als seus derivats.